# レンダリング・レンジャーR2
『レンダリング・レンジャーR2』（レンダリング・レンジャー ダブルアール）とは、1995年にドイツのRainbow Arts社が開発し、ヴァージン・インタラクティブ・エンターテインメント社から発売されたスーパーファミコン用の横スクロールアクションゲームである。海外の有名クリエーターであるマンフレッド・トレンツの作品であるにもかかわらず、日本市場でごく少数しかリリースされなかったことから、スーパーファミコン/Super Nintendo Entertainment System（SNES）用ゲームの中でも最もレアなゲームの1つとされる。
2022年6月、Ziggurat Interactive社が、このゲームをMicrosoft Windows、 Nintendo Switch、 PlayStation 4、およびPlayStation 5に移植すること、あわせてLimited Run Games社がSNES用の物理カートリッジとして発売することを発表した。
2024年4月3日、ZigguratよりNintendo Switch版がリリースされた。『レンダリング・レンジャー』のベースとなった未発売ゲーム『Targa』も収録されている。

## ゲーム内容
プレイヤーはゲームでレンダリング・レンジャー「ダブルアール」を操作する。「レンダリング・レンジャー」とは、非道なエイリアンの侵略から地球および生き残った住民を守る任務を負った特殊部隊の兵士である。得点が常に画面に表示されているアーケードスタイルのゲームであり、さまざまな種類のレーザー銃を使いこなしながらポストアポカリプス的なステージをクリアする、いわゆる『コントラ』タイプのゲームである。オプションで残機は3機-7機から設定できる。ただし、コンティニューがないので、かなり難しい。ヒットポイントは5個あるが、穴落ちすると残りヒットポイントに関係なく1機を失う。武器アイテムはいわゆる『R-TYPE』方式で、色ごとに異なる種類の銃を装備できる。

## 開発及びリリース
このゲームは、 『タリカン』シリーズのディレクターとして知られるマンフレッド・トレンツによって製作された。このゲームは日本でのみのリリースだったが、ゲーム中はすべて英語である。発売中止となったこのゲームのPAL/北米版は、『Targa』と呼ばれるはずであった。トレンツのインタビューによると、このゲームはもともと『Targa』というタイトルで、もともとのグラフィックは全てドット絵だったが、『スーパードンキーコング』のヒットをみた会社の要求でプリレンダリングCGのグラフィックに変更されたため、それに従ってゲームのタイトルも変更されたとのこと。しかしそれによってリリースが大きく遅れ、ゲームが最終的に完成した時点では既に次世代機戦争真っただ中のスーファミ市場最末期となっており、ゲームのパブリッシングに手を挙げたのは、ヴァージン・インタラクティブ日本支社だけであった。
このゲームは1995年11月17日に日本だけでリリースされた。1万本しか製造されなかったという。そのためコレクターの間でプレミアがついている。『マジカルポップン』などのタイトルと並んで、スーパーファミコンの最もレアなゲームの1つと見なされており、例えば2016年発売のムック『懐かしスーパーファミコンパーフェクトガイド』では、スーファミ用にリリースされた最もレアなタイトルとして挙げられている。
2022年1月13日、Ziggurat Interactive社がゲームの版権を取得したと発表した。

## 評価
リリース当時の評価では、ファミ通クロスレビューで40点満点中22点を獲得した 。Eurogamerのライターである Tom Massey は、これを「TurricanとContraの出会い」と表現し、画面の慣性について不満を漏らした。イギリスのゲーム誌『Nintendo Life』では100点満点中90点だった。